# Jelani Alladin
Jelani Alladin (New York, 6 augustus 1992) is een Amerikaans acteur. Hij speelde in diverse films en series, waaronder Respect, Tick, Tick... Boom! en The Walking Dead: World Beyond.

## Filmografie

### Film
- 2014: High Noon on the West Side, als Deke
- 2015: There Is Love, als serveerder
- 2017: I Didn't Come Here to Make Love, Jelani
- 2020: Influenced, als Sheldon
- 2021: Respect, als Jason
- 2021: Tick, Tick... Boom!, als David
- 2022: One Hit Wonder, als Eugene
- 2024: Beneath the Fold, als Stanley

### Televisie
- 2017: The Weirdos Next Door, als Luke Welker
- 2020: FBI, als Alex Bryant
- 2020: Law & Order: Special Victims Unit, als Sean Thomas
- 2020-2021: The Walking Dead: World Beyond, als Will Campbell
- 2023: Fellow Travelers, als Marcus Gaines
- 2024: Blue Bloods, als Jaylen Davis

## Theater
- 2018: Frozen, als Kristoff
- 2019: Hercules, als Hercules